# قصبة تيفولتوت
قصبة تيفولتوت هي قصبة تقع على بعد 8 كيلومتر (5.0 ميل) غرب مدينة ورزازات في المغرب. كانت هذه القلعة لعائلة التهامي الكلاوي الذي كان باشا مدينة مراكش من عام 1912 إلى 1956.

## تاريخ
تقع القصبة بالقرب من قرية تيفلتوت على وادي درعة. ويعود تاريخ القصبة إلى القرن السابع عشر حيث بنيت خصيصا من أجل استقبال ضيوف باشا مراكش. تحولت القصبة بعد ترميمها قبل ثلاثة عقود إلى فندق.

## فن

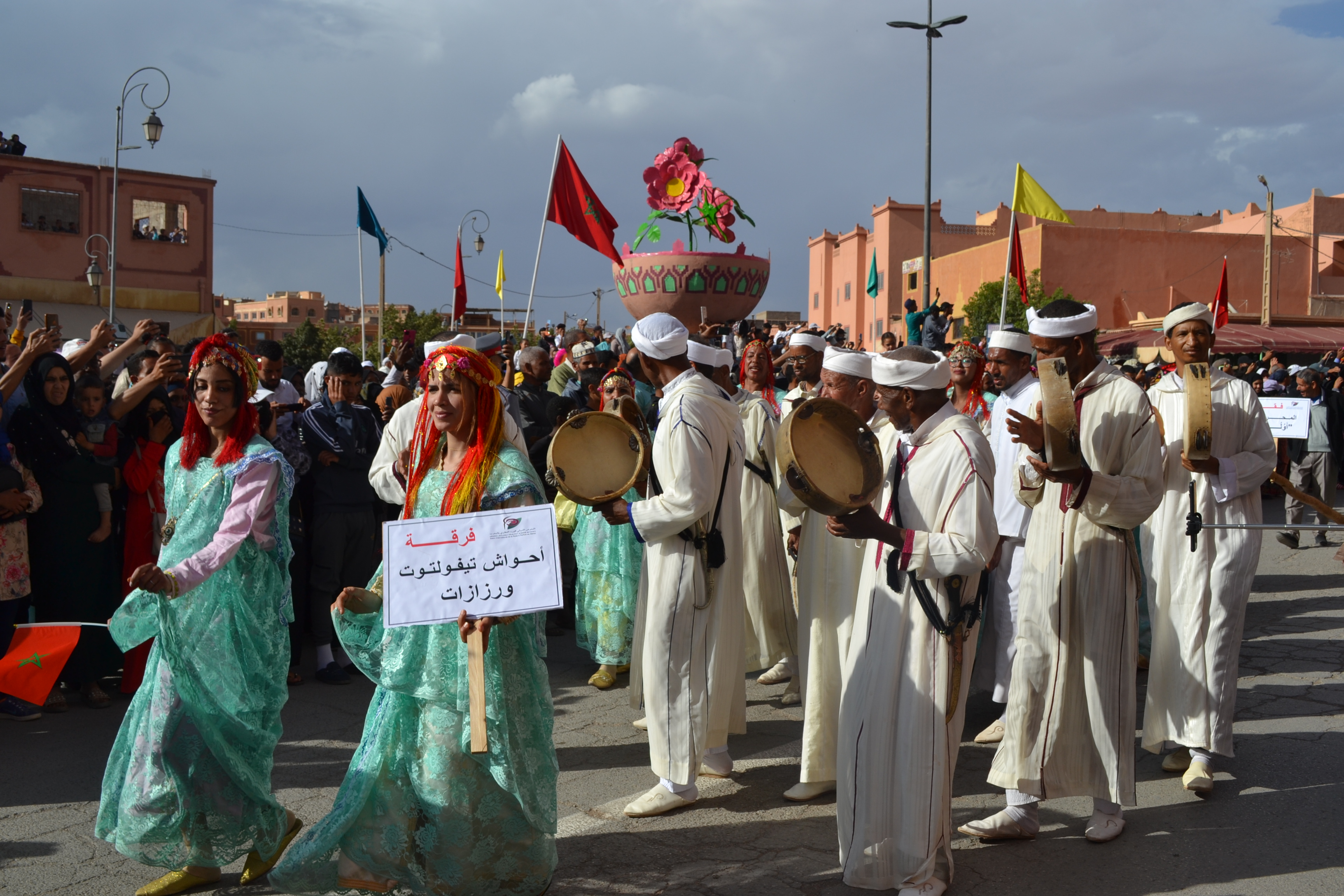
تتميز تيفولتوت بفرقة موسيقية تنشط بأحواش وتحمل نفس الاسم.